# Мёльблинг
Мёльблинг (нем. Mölbling) — коммуна (нем. Gemeinde) в Австрии, в федеральной земле Каринтия. 
Входит в состав округа Санкт-Файт.  Население составляет 1269 человек (на 31 декабря 2005 года). Занимает площадь 48,73 км². Официальный код  —  20 520.

## Политическая ситуация
Бургомистр коммуны — Франц Райнер (АБА) по результатам выборов 2003 года.
Совет представителей коммуны (нем. Gemeinderat) состоит из 15 мест.
- АБА занимает 9 мест.
- СДПА занимает 4 места.
- АНП занимает 2 места.